# Rudra Avtar
 (décembre 2022).
Si vous disposez d'ouvrages ou d'articles de référence ou si vous connaissez des sites web de qualité traitant du thème abordé ici, merci de compléter l'article en donnant les références utiles à sa vérifiabilité et en les liant à la section « Notes et références ».
Rudra Avtar est une composition poétique et épique appelée aussi Ath Rudra Avtar Kathan. Elle a été écrite par Guru Gobind Singh (1666-1708) et se trouve dans le Dasam Granth Sahib, le deuxième texte le plus important du sikhisme. Cette fable métaphorique raconte une guerre philosophique entre Bibek Buddhi et Abibek Budhi qui représentent le vrai et le faux, la sagesse et l'ignorance.
Ce livre cherche aussi à développer les concepts de la sagesse (Gyaan) et de l'attention (Dhyana); il prend parti contre les pratiques rituelles. Pour cette partie, Guru Gobind Singh raconte l'histoire de deux âmes, toutes deux désignées par le titre de Rudra :
- Datt Muni ou Dattatreya
- Paras Nath.

## Source et références
- (en) Rudra Avtar, dans l'encyclopédie du sikhisme.